# Hemilamprops miyakei
Hemilamprops miyakei är en kräftdjursart som beskrevs av Gamo 1967. Hemilamprops miyakei ingår i släktet Hemilamprops och familjen Lampropidae. Inga underarter finns listade i Catalogue of Life.